# U-Bahn-Station Reinprechtsdorfer Straße
Die Station Reinprechtsdorfer Straße (in früheren Plänen Bacherplatz) ist eine zurzeit in Bauvorbereitung befindliche Station der Wiener U-Bahn, die im Rahmen des Ausbauprojekts Linienkreuz U2/U5 errichtet wird. Die ersten Vorarbeiten mit Verlegungen der Infrastruktur unter der Straßendecke sowie von Fundamentertüchtigungen betroffener Häuser begannen im Jahr 2019. Nach derzeitigem Planungsstand soll die Station im Jahr 2030 eröffnet werden. Aufgrund der Bauarbeiten wird die Reinprechtsdorfer Straße zwischen Schönbrunner Straße (Wiental) und Gürtel/Matzleinsdorfer Platz in Richtung stadtauswärts als Einbahn geführt.
Die Station Reinprechtsdorfer Straße ist Teil des neuen Südastes der U-Bahn-Linie U2 vom Schottentor zum Matzleinsdorfer Platz. Sie wird die einzige Station dieser Verlängerung sein, die keinen weiteren U-Bahn- oder S-Bahn-Anschluss erhalten wird.
Die Station Reinprechtsdorfer Straße wird das Bezirkszentrum des 5. Wiener Gemeindebezirk Margareten an das höherrangige Schienennetz anbinden. Bisher wird der Bezirk nur entlang der nördlichen Grenze zum 6. Bezirk von der U-Bahn-Linie U4 mit den Stationen Pilgramgasse (nach Fertigbau: Umsteigestation U4/U2) und Margaretengürtel, sowie entlang der südlichen Bezirksgrenze zum 10. Bezirk von der S-Bahn mit der Haltestelle Matzleinsdorfer Platz tangiert.
Die Station wird am südlichen Bahnsteigende in der Siebenbrunnengasse und am nördlichen Bahnsteigende am Bacherplatz im Verlauf der Spengergasse erschlossen. Dort wird es voraussichtlich möglich sein, zu den Buslinien 12A, 14A, 59A umzusteigen.
Die Nachbarstationen im Verlauf der U2 werden die U-Bahn-Station Pilgramgasse und die U-Bahn-Station Matzleinsdorfer Platz sein.